# 경기도의 성 목록
다음은 경기도에 있는 성들의 목록이다. 도미네이션즈는 제미있다! 
| 성 이름    | 주소                                     | 종류              | 둘레   | 축성 시기 | 비고                                               |
| ---------- | ---------------------------------------- | ----------------- | ------ | --------- | -------------------------------------------------- |
| 행주산성   | 경기도 고양시 덕양구 행주내동            |                   |        | 조선      |                                                    |
| 북한산성   | 경기도 고양시 덕양구 북한동 169번지      |                   |        | 백제      | 사적 162호                                         |
| 남한산성   | 경기도 광주시 남한산성면 산성리          |                   |        | 백제      |                                                    |
| 북성산성   | 경기도 김포시 북변동 산 49-11            | 석성              |        | 백제      |                                                    |
| 덕포진     | 경기도 김포시 대곶면 신안리              |                   |        | 조선      | 사적 292호                                         |
| 수안산성   | 경기도 김포시 대곶면 율생리 산 117       | 테뫼식 산성       | 578.5m | 백제      | 경기도 지방 기념물 189호                           |
| 문수산성   | 경기도 김포시 월곶면 포내리 산36-1       |                   |        | 조선      | 사적 139호                                         |
| 동성산성   | 경기도 김포시 하성면 원산리, 석탄리 태산 | 테뫼식 산성       | 441m   | 백제      |                                                    |
| 광전리산성 | 경기도 남양주시 별내면 광전리 산 28      | 테뫼식 산성       | 500m   | 백제      |                                                    |
| 여기산성   | 경기도 수원시 권선구 서둔동              | 토축산성          | 420m   | 백제      |                                                    |
| 수원화성   | 경기도 수원시 장안구 연무동 190          |                   |        | 조선      |                                                    |
| 군자산성   | 경기도 시흥시 군자동                     |                   |        |           |                                                    |
| 목내산성   | 경기도 안산시 단원구 목내동              |                   |        |           |                                                    |
| 성곡동산성 | 경기도 안산시 단원구 성곡동              | 테뫼식 산성       | 800m   | 백제      |                                                    |
| 별망성     | 경기도 안산시 단원구 초지동 656          |                   |        | 고려      |                                                    |
| 안산읍성   | 경기도 안산시 상록구 수암동 산26-4       |                   | 772.2m | 고려      | 경기도 지방 기념물 127호                           |
| 성태산성   | 경기도 안산시 상록구 일동, 팔곡동 경계   | 테뫼식 산성       | 372m   | 백제      |                                                    |
| 터미산성   | 경기도 안산시 상록구 팔곡1동             | 석성              | 450m   | 백제      |                                                    |
| 진사리산성 | 경기도 안성시 공도읍 진사리 퇴미산       | 테뫼식 토성       | 300m   | 백제      |                                                    |
| 금광산성   | 경기도 안성시 금광면 금광리 산 64        | 테뫼식 토석혼축성 | 1342m  | 백제      | 안성시 향토유적 1호                                |
| 비봉산성   | 경기도 안성시 명륜동                     | 복합식 토석혼축성 | 1656m  | 백제      |                                                    |
| 서운산성   | 경기도 안성시 서운면 북산리 산 2         | 테뫼식 토석혼축성 | 620m   | 백제      | 기념물 81호                                        |
| 무양산성   | 경기도 안성시 양성면 방신리 산 42        | 복합식 토성       | 460m   | 백제      | 안성시 향토유적 2호                                |
| 망이산성   | 경기도 안성시 일죽면 금산리              | 복합식 토석혼축성 | 2080m  | 백제      | 내성 - 테뫼식, 외성 - 포곡식                       |
| 죽주산성   | 경기도 안성시 죽산면 매산리 산 106       | 복합식 석성       |        | 백제      | 내/중성 - 테뫼식 외성 - 포곡식 지방유형문화재 43호 |
| 대모산성   | 경기도 양주시 어둔동, 유양동             | 테뫼식 산성       | 1400m  | 백제      |                                                    |
| 파사성     | 경기도 여주시 대신면 천서리 산8-10       |                   |        | 백제      | 사적 251호                                         |
| 신지리산성 | 경기도 여주시 월송동, 능서면 신지리      | 테뫼식 산성       | 450m   | 백제      |                                                    |
| 삼거리성지 | 경기도 연천군 군남면 삼거리              | 석성              | 360m   | 백제      |                                                    |
| 당포성     | 경기도 연천군 미산면 동이리 778 등       |                   |        | 고구려    | 사적 468호                                         |
| 무등리성지 | 경기도 연천군 왕징면 무등리              | 석성              | 백제   |           |                                                    |
| 우정리산성 | 경기도 연천군 왕징면 우정리 3반          | 석성              | 200m   | 백제      |                                                    |
| 호로고루   | 경기도 연천군 장남면 원당리 1257-1 등    |                   |        | 고구려    | 사적 467호                                         |
| 수철성     | 경기도 연천군 전곡읍 양원리 산 223       | 테뫼식 산성       | 160m   | 백제      |                                                    |
| 은대리성   | 경기도 연천군 전곡읍 은대리 577 등       |                   |        | 삼국시대  | 사적 469호                                         |
| 대전리산성 | 경기도 연천군 청산면 대전리              |                   | 250m   | 백제      |                                                    |
| 초성리산성 | 경기도 연천군 청산면 초성1리             | 테뫼식 산성       | 180m   | 백제      |                                                    |
| 독산성     | 경기도 오산시 지곶동 산 162-1 외         | 테뫼식 석성       | 1400m  | 백제      | 사적 140호                                         |
| 석성산성   | 경기도 용인시 처인구 포곡읍 마성리       | 석성              | 1650m  | 백제      |                                                    |
| 할미산성   | 경기도 용인시 처인구 포곡읍 마성리       | 석성              | 660m   | 백제      |                                                    |
| 태봉산성   | 경기도 용인시 처인구 원삼면 맹리         | 토석혼축성        | 210m   | 백제      |                                                    |
| 모락산성   | 경기도 의왕시 오전동과 내손동 일대       | 테뫼식 석성       | 878m   | 백제      |                                                    |
| 설봉산성   | 경기도 이천시 사음동 마장면 장암리       | 석성              | 1079m  | 백제      |                                                    |
| 설성산성   | 경기도 이천시 장호원읍 선유리 931        | 포곡식 토석혼축성 | 1095m  | 백제      | 경기도 지방 기념물 76호                            |
| 월롱산성   | 경기도 파주시 월롱면 덕은리 산 138       | 토성              | 1000m  | 백제      |                                                    |
| 육계토성   | 경기도 파주시 적성면 단월리 육계동산 99  | 토성              | 1700m  | 백제      |                                                    |
| 이잔미성   | 경기도 파주시 적성면 장좌리              |                   | 306m   | 백제      |                                                    |
| 아미성     | 경기도 파주시 적성면 적암리 산26         | 포곡식 석성       | 290m   | 삼국시대  | 지역 주민들은 "할미성"이라고도 부름                |
| 칠중성     | 경기도 파주시 적성면 전읍리 1480         | 테뫼식 산성       | 800m   | 백제      |                                                    |
| 오두산성   | 경기도 파주시 탄현면 성동리              | 테뫼식 산성       | 1200m  | 백제      |                                                    |
| 봉서산성   | 경기도 파주시 파주읍 봉서리 산 67        | 테뫼식 산성       | 550m   | 백제      |                                                    |
| 기산리산성 | 경기도 평택시 기산동                     | 테뫼식 토성       | 250m   | 백제      |                                                    |
| 자미산성   | 경기도 평택시 안중읍 덕우1리             | 토석혼축성        | 582m   | 백제      |                                                    |
| 비파산성   | 경기도 평택시 안중읍 용성3리             | 포곡식 토성       | 1622m  | 백제      |                                                    |
| 지제동산성 | 경기도 평택시 지제동                     | 테뫼식 토성       | 220m   | 백제      |                                                    |
| 견산리산성 | 경기도 평택시 진위면 견산리              | 토성              |        | 백제      |                                                    |
| 봉남리산성 | 경기도 평택시 진위면 견산리              |                   |        | 백제      |                                                    |
| 무봉산성   | 경기도 평택시 진위면 동천1리             | 테뫼식 석성       | 320m   | 백제      |                                                    |
| 백봉리산성 | 경기도 평택시 청북읍 백봉리              |                   | 220m   | 백제      |                                                    |
| 무성산성   | 경기도 평택시 청북읍 후사리, 옥길리      | 테뫼식 토성       | 547m   | 백제      |                                                    |
| 보개산성   | 경기도 포천시 관인면 중리                |                   |        | 태봉      | 궁예가 왕건에 쫓길 때 왕건과 싸운 곳               |
| 반월성지   | 경기도 포천시 군내면 구읍리 산5-1외      |                   |        | 고구려    | 사적 403호                                         |
| 고모리산성 | 경기도 포천시 소흘읍 고모리산 64         | 토석혼축성        | 830m   | 백제      |                                                    |
| 소고산성   | 경기도 포천시 창수면 주원리 산 186       | 테뫼식 산성       | 85m    | 백제      |                                                    |
| 이성산성   | 경기도 하남시 춘궁동 산 36               | 포곡식 석성       | 1655m  | 백제      |                                                    |
| 당성       | 경기도 화성시 서신면 상안리 3-32         | 복합식 토성       | 1450m  | 백제      | 사적 127호                                         |
| 소근산성   | 경기도 화성시 양감면 신왕리, 사창리      | 산복식 토성       |        | 백제      |                                                    |
| 운평리성   | 경기도 화성시 우정읍 운평3리 봉우재마을  | 편축식 토성       | 1185m  | 백제      |                                                    |
| 한각리성   | 경기도 화성시 우정읍 한각1리             | 편축식 토성       | 551m   | 백제      |                                                    |
| 태봉산성   | 경기도 화성시 정남면, 봉담읍             | 테뫼식 토성       | 800m   | 백제      |                                                    |
| 수원고읍성 | 경기도 화성시 안녕동 산 1                | 토성              | 1320m  | 백제      | 경기도 지방 기념물 93호                            |
| 길성리산성 | 경기도 화성시 향남읍 요리 산 23-1        | 토성              | 2311m  | 백제      |                                                    |